# Diademmarkatta
Diademmarkatta eller blå markatta (Cercopithecus mitis) är en primat i släktet markattor som förekommer i södra och östra Afrika.

## Kännetecken
Med en kroppslängd mellan 40 och 70 cm, en svanslängd mellan 70 och 100 cm samt en genomsnittlig vikt av 4,3 (honor) respektive 6,9 kg (hannar) är arten en av de största i släktet. Liksom hos andra markattor är hannar större än honor. Pälsen har på ryggen och sidorna en blågrå till rödgrå färg, buken är ljusare och extremiteterna är nästan svarta. Även de nakna delarna i ansiktet är mörkgrå till svarta. Djurets namn syftar på framåtriktade vita hår över ögonen som liknar ett diadem.

## Utbredning och habitat
Utbredningsområdet ligger i Afrika söder om Sahara och väster om Östafrikanska gravsänkesystemet. Regionen sträcker sig från Sudan och Etiopien över Kongoflodens slättland till norra Angola och nordvästra Zambia. Öster om gravsänkesystemet lever Cercopithecus albogularis som tidigare räknades som underart till diademmarkatta. Diademmarkatta lever i olika habitat men den behöver alltid träd och vattenansamlingar i närheten.

## Levnadssätt
De är dagaktiva och vistas vanligen i träd. De bildar flockar med 10 till 40 medlemmar som består av en hanne, flera honor och deras ungar. Varje grupp har ett revir som försvaras av alla medlemmar mot andra flockar. Å andra sidan förekommer ibland blandade flockar med andra markattor, som svartkindad vitnäsa (Cercopithecus ascanius).
Födan utgörs främst av frukter samt av andra växtdelar som blommor och blad. Diademmarkattan äter även ryggradslösa djur som maskar.
Honor kan para sig hela året och efter cirka fem månaders dräktighet föds vanligen en enda unge. Ungen avvänjas efter ungefär 6 månader och efter cirka 3 år är de könsmogna. Unga könsmogna hannar måste lämna flocken medan honor vanligen blir kvar.
Naturliga fiender är leoparden, större ormar och rovfåglar. Livslängden är inte känd men det antas att individerna lever lika länge som andra markattor, alltså ungefär 20 år.

## Status och hot
Liksom andra markattor jagas arten när den besöker odlingar, samt för köttets skull. Den hotas även av skogsavverkningar. IUCN kategoriserar arten, på grund av sitt stora utbredningsområde som livskraftig (LC).

## Systematik
Tidigare räknades flera andra populationer av markattor som underarter till diademmarkattan. Dessa utgör nu självständiga arter men sammanfattas inom släktet markattor till artgruppen mitis. Diademmarkattan delas numera upp i sex underarter.